# Ferdinando Gonzales
Ferdinando González Fernando o Fernán in spagnolo, Fernando o Fernão in portoghese e in galiziano e Ferran in catalano. È ricordato anche come El buen conde, ossia il conte buono (Burgos, 910 – Burgos, giugno 970) è stato il primo conte indipendente di Castiglia (932-944 e 945-970), nonché conte di Burgos (932).

## Origine
Ferdinando, come riporta il documento n° X del cartulario de san pedro de arlanza, era figlio del conte di Castiglia Gonzalo Fernández e di Muniadomna di Lara (ego Munia dona eí filius meus Ferrandus, proles Qundesalvi), (?-circa 935), che forse era discendente del re delle Asturie Ramiro I, e che il religioso che fu anche storico Fray Justo Pérez de Urbel, nel suo Historia del Condado de Castilla (non consultato) sostiene addirittura che fosse la figlia del re delle Asturie Ramiro I e della prima moglie Urraca.

Gonzalo Fernández, supposto discendente di Nuño Rasura, uno dei due giudici di Castiglia (Rodrigo Díaz de Vivar, el Cid discendeva dall'altro giudice Laín Calvo) e di Rodrigo, primo conte di Castiglia, secondo La web de las biografias era figlio di Fernando Muñoz e di Gutina Diaz, figlia del Conte di Castiglia, Diego Rodriguez Porcelos. Inoltre è molto probabile che Gonzalo fosse il capostipite della casata di Lara, che portò all'indipendenza la contea di Castiglia e fu molto importante nel regno di Castiglia, come sostiene la Gran Enciclopèdia Catalana.

## Biografia
Membro della influente famiglia di Lara, che aveva nel castello di Lara, di proprietà della famiglia, un punto di forza nella politica leonese, crebbe nel castello di famiglia, ereditò il titolo di conte di Lara nell'anno 929, come appare nei documenti di quell'anno.

In quello steso anno Fernando viene citato nel documento n° VI del cartulario de san pedro de arlanza assieme al fratello Ramiro (Fredinando Gundesalviz cf.—Ramiro Gundesalviz cf) e alla madre Muniadomna (Moma Donna cometissima) 

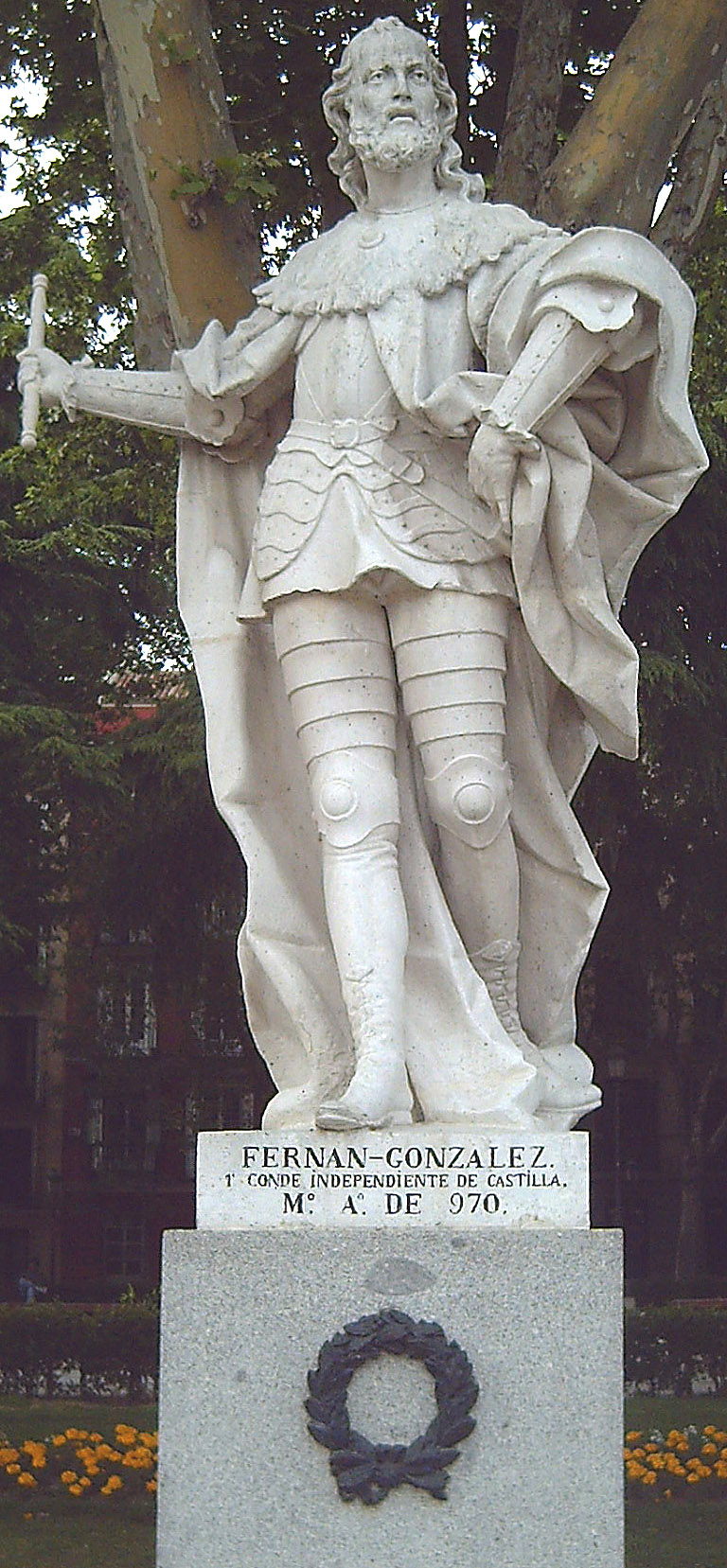
Statua di Fernán González nella plaza de Oriente di Madrid. Scolpita in marmo bianco tra il 1750 e il 1753.

Nel 932 Fernando viene ancora citato nel documento n° X del cartulario de san pedro de arlanza, assieme alla madre, Muniadomna.

Nello stesso anno, mentre suo padre Gonzalo, dopo l'avvento al trono del León di Ramiro II nel 931, risultava conte di Castiglia per la terza volta, Fernán González riuscì, nell'intento di migliorare e ampliare l'organizzazione amministrativa della marca orientale del regno di León, a riunire il governo dei contadi di Burgos, Lara, Lantarón, Cerezo e Álava. Questi ultimi tre contadi li ottenne tramite matrimonio, in quello stesso anno, con Sancha Sánchez di Pamplona (900-955 circa), figlia secondo il codice di Roda del re di Pamplona Sancho I Garcés e di Toda di Navarra,, la figlia di Aznar Sánchez, signore di Larraun e di Oneca Fortúnez, la figlia del re di Pamplona Fortunato Garcés e di Oria.

Sancha nel 924 era rimasta vedova del re di León, Ordoño II e, nel 931 del conte di Álava, Álvaro Herrameliz.

Subito dopo Ferran appare come conte di Castiglia, per la prima volta, in un documento di quello stesso anno.
Nel 932 Ramiro II di León organizzò una spedizione contro la fortezza di Maǧrīṭ, a cui partecipò anche Fernán González; la città fu presa così come il suo castello ottenendo de quello un grande bottino; Magerit fu ripresa dai musulmani dopo che i leonesi se ne furono andati.
Un anno più tardi Abd al-Rahman III contrattaccò circondando Osma e San Esteban de Gormaz; Ramiro II chiamò in aiuto Fernán González riuscendo a togliere l'assedio a San Esteban de Gormaz e vincendo assieme a Fernán González una battaglia nelle vicinanze di Osma.
Nel 934 'Abd al-Rahman avanzò con il suo esercito senza alcuna opposizione, assale Álava e distrugge Burgos, però dopo fu nuovamente sconfitto da Ramiro e Fernán a Osma.
Dopo la battaglia di Simancas, vinta nel 939 dalle truppe cristiane alleate contro 'Abd al-Rahman III, Fernán conquistò Sepúlveda e la ripopolò (940), così come Riaza.
Cominciò ad agire come se fosse indipendente dal regno di León, per tale ragione viene considerato il primo conte indipendente di Castiglia, anche se formalmente rimase un vassallo.

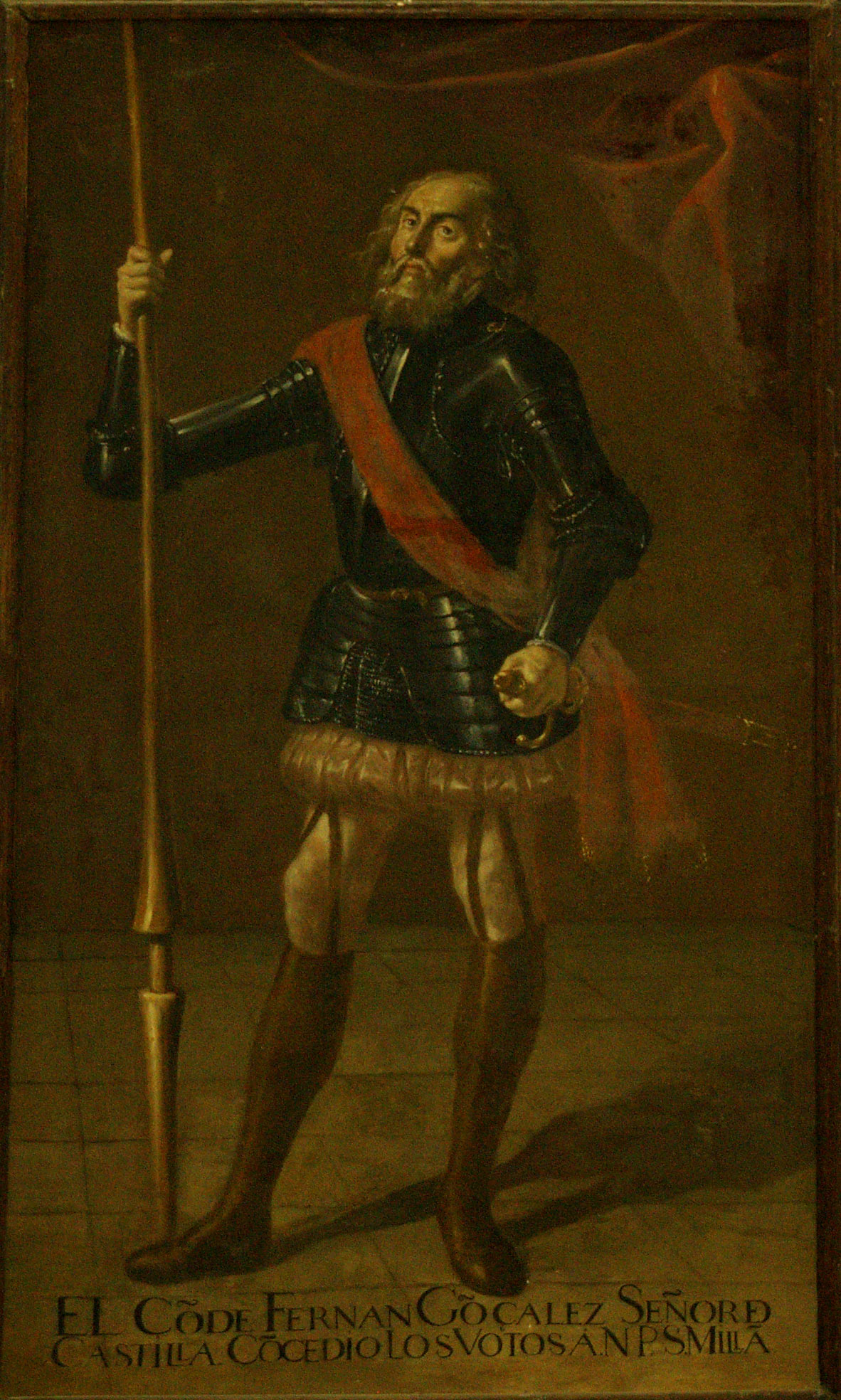
Fernán González, conte di Castiglia, dipinto da Juan Ricci

Le relazioni tra Ramiro II e Fernán González si guastarono per motivi territoriali, in quanto Ansur Fernández, figlio del conte di Castiglia Fernando Ansúrez, nel 943, fu nominato conte di Monzón, bloccando le mire espansionistiche di Fernán González, che si ribellò e nel 944, sconfitto e fatto prigioniero, fu imprigionato in León e Ansur Fernández divenne conte di Castiglia, sotto il controllo del figlio del re, Sancho Ramírez, che continuò anche quando, dopo un solo anno di prigionia, Fernán González, rimesso in libertà e recuperata la contea, giurò fedeltà a Ramiro II e al figlio del re, Sancho Ramírez, che nel frattempo si era trasferito a Burgos, per vigilare da vicino, e inoltre diede sua figlia Urraca in sposa al figlio primogenito di Ramiro, Ordoño, mentre Ansur Fernández tornò alla contea di Monzón.

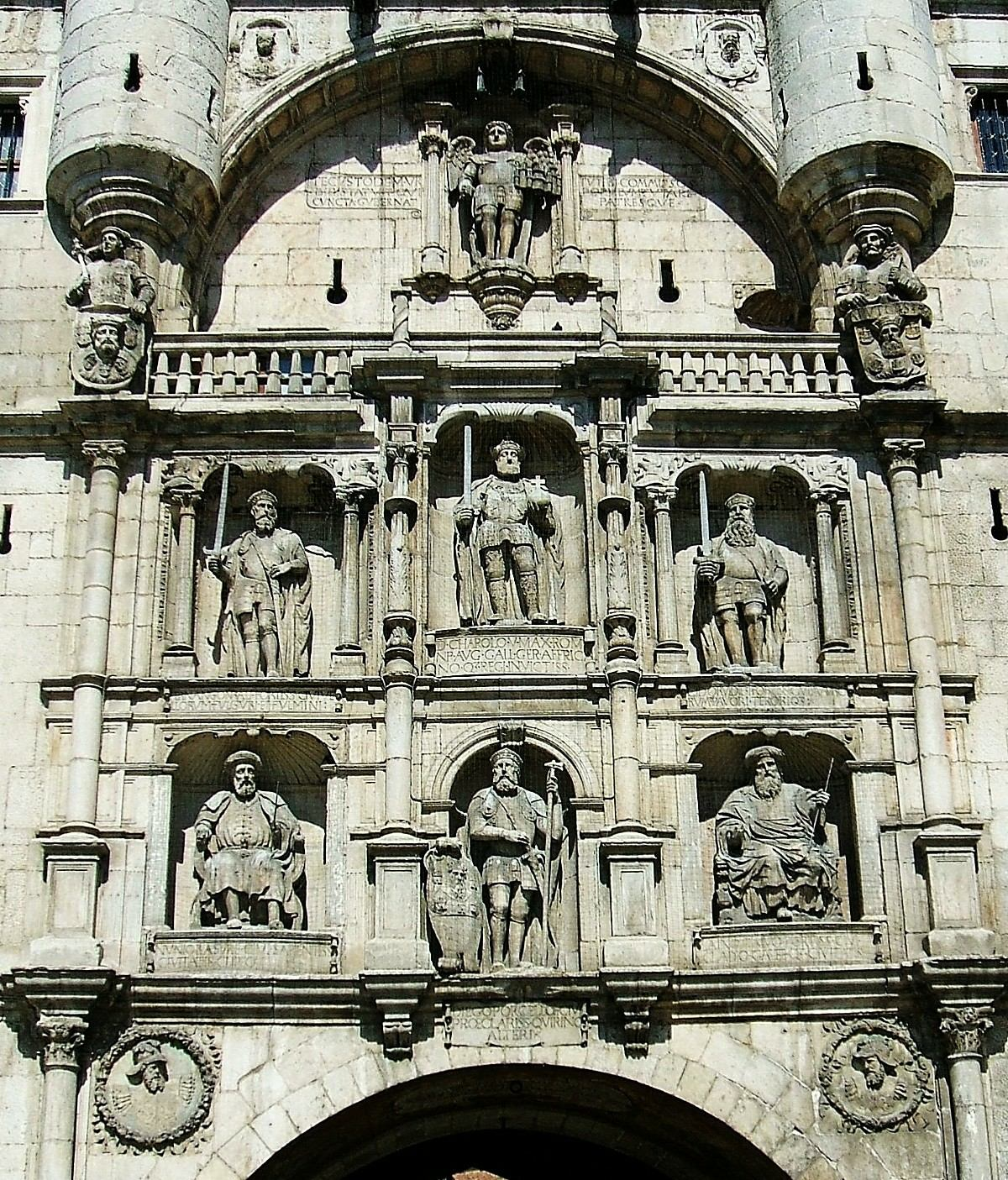
Arco di Santa Maria, Burgos

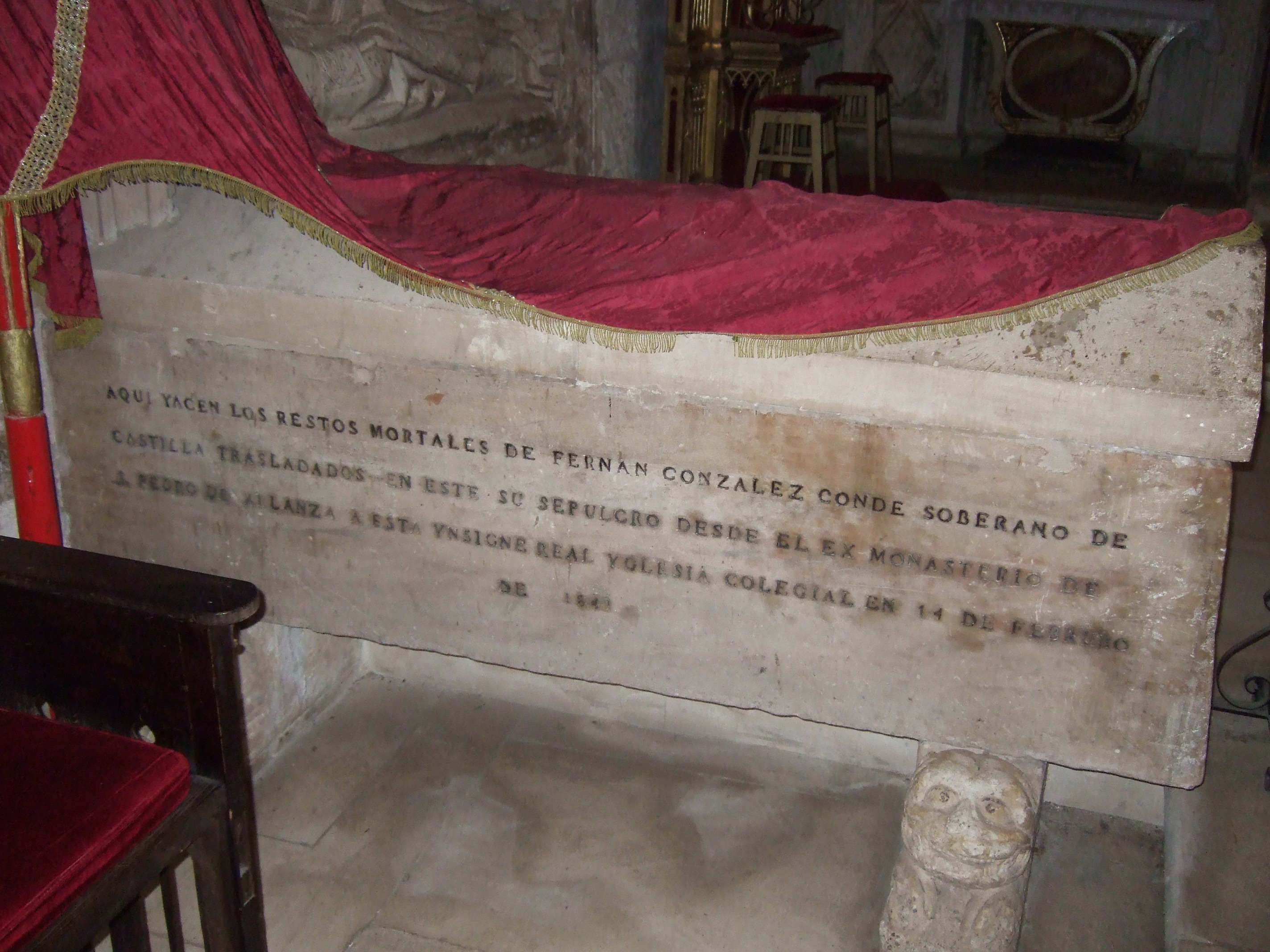
Tomba di Fernán González

Morto Ramiro II nel 951, il regno di León soffrì una crisi dinastica che Fernán González seppe sfruttare in suo favore. Inizialmente appoggiò Sancho il Grasso contro suo fratellastro Ordoño III di León, poi però, dopo che Ordoño III aveva sconfitto Sancho I, Fernán riconobbe Ordoño come re.

In quegli anni, nel 953 e nel 955, Fernán González sconfisse per due volte le truppe musulmane a San Esteban de Gormaz.
Nel 955 morì la moglie Sancha, con la quale aveva fatto diverse donazioni, come risulta da diversi documenti:
- la prima di data incerta (Comes Ferdinandus Gundisalui et uxor mea Sancia) al Monastero di Santo Domingo de Silos[19].
- Una seconda ancora di data incerta, all'abbazia di Quirice di Los Ausines[20].
- altre due, fatte al Monastero di San Pedro de Cardeña, una del 935 e una del 941, ancora con la moglie e la madre[20].
- altre due al monastero di San Millán de la Cogolla, ancora con la moglie e i figli, il primo, documento nº 35, datato 945[21], ed il secondo, documento nº 43, datato 947[22].

Rimasto vedovo, Ferdinando, in quello stesso anno (955), sposò Urraca di Navarra, che, secondo le Europäische Stammtafeln, vol.III, pag. 563 (non consultate) era figlia del re di Navarra García I e della seconda moglie Teresa di León, figlia del re di León Ramiro II e della sua prima moglie Adosinda Gutiérrez.

Nel documento nº 67 del Cartulario de San Millán de la Cogolla, datato dicembre 955, Fernan Gonzales viene citato con la seconda moglie, Urraca Garcés.
La prematura morte di Ordoño III, nel 956, permise a Sancho il Grasso di divenire il re di León. Dopo due anni i nobili castigliani e leonesi, ribellandosi a Sancho I, appoggiarono il cugino di Ordoño III e Sancho I, Ordoño il Malvagio, che nel frattempo aveva sposato Urraca, vedova di Ordoño III e figlia di Fernán González, che alla guida della rivolta, aiutò Ordoño il Malvagio a essere eletto re di León (Ordoño IV) al posto di Sancho il Grasso, che, come riporta lo storico Rafael Altamira, si rifugiò in Navarra presso la nonna Toda di Navarra, la quale, con l'aiuto delle cure di Hasday ibn Shaprut, il suo medico personale, ebreo originario di Jaén, aveva fatto dimagrire Sancho I, non più il Grasso.

La nonna inoltre, con la mediazione di Hasday ben Shaprut, aveva, tramite un accordo, ottenuto l'intervento del califfo Abd al-Rahman III, per fare riguadagnare il trono al nipote. Infatti, con l'aiuto dei musulmani di al-Andalus e anche con l'appoggio del re di Navarra García I Sánchez, sconfisse Ordoño IV, che fuggì dapprima nelle Asturie e poi a Burgos e infine, nel 960, abbandonando la moglie a Burgos, fuggì a Cordova, mentre il suocero, Fernán González fu fatto prigionierodalle truppe del re di Navarra. Offeso dalla fuga del genero egli tuttavia, anche tramite l'intervento della seconda moglie, Urraca di Navarra, fece atto di vassallaggio a Sancho I e, in cambio di concessioni territoriali, riacquistò subito la libertà.
Fece poi parte della coalizione che unì tutti i sovrani cristiani, il re di León, Sancho I, il re di Navarra, García I Sánchez, e il conte di Barcellona, Mirò e il fratello Borrell II, che, nel 963, fu sconfitta dal califfo al-Ḥakam II ibn ʿAbd al-Raḥmān e fu costretta a chiedere la pace. E nel trattare la tregua con al-Ḥakam II ibn ʿAbd al-Raḥmān, califfo di al-Andalus si comportò come un sovrano indipendente.

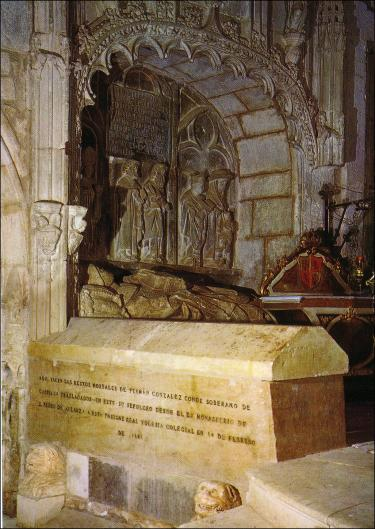
Sepolcro di Fernán González nella Collegiata dei Santi Cosma e Damiano di Covarrubias.

## Il fautore dell'indipendenza di Burgos e della Castiglia
Sfruttò la politica matrimoniale per rinforzare la sua posizione tra i regni cristiani:
- egli stesso sposò due principesse del regno di Navarra, prima Sancha Sánchez e poi Urraca
- la figlia Urraca Fernández, prima la sposò al figlio di Ramiro II, Ordoño III, che la ripudiò quando Fernán González appoggiò Sancho el Gordo (il Grasso), Dopo la morte di Ordoño III, la sposò a Ordoño IV e dopo la morte di quest'ultimo la sposò con Sancho II Garcés di Navarra,
- l'altra figlia Muniadomna (o Nuña) sposò Gómez Díaz, figlio del conte di Saldaña.

Approfittando della debolezza del regno di León, Fernán González riuscì ad imporre l'indipendenza della Castiglia, trasformandola in una contea ereditaria, dal mar Cantabrico sino a sud del fiume Duero.
Burgos onorò il primo conte indipendente di Castiglia, Fernán Gonzáles, con una statua del sedicesimo secolo, posta all'esterno dell'Arco di Santa María, alla destra de re di Spagna Carlo I, l'imperatore Carlo V, che ha alla sua sinistra il Cid, con sopra l'angelo custode di Burgos con in mano una rappresentazione della città medesima. Nel piano sotto a quello in cui si trova Fernán González è stato posto al centro il conte di Castiglia e fondatore della città di Burgos, Diego Rodriguez Porcelos, e ai suoi lati i primi due giudici di Castiglia, alla destra Nuño Rasura e alla sinistra Laín Calvo.
Secondo il Chronicon Burgense, Fernán González morì nel 971 (Era MIX. Obiit comes Fernandus Gundisalvi). Alla sua morte, la contea fu ereditata, assieme al titolo di conte, da suo figlio García Fernández.
La sua vita fu l'ispirazione per un poema anonimo, il poema de Fernán González, scritto tra il 1250 e il 1271 di cui ci è rimasta una copia incompleta del secolo XV. Il suo corpo fu inumato nel Monastero di San Pedro de Arlanza a Hortigüela nella Provincia di Burgos e traslato nel 1841 alla Collegiata dei Santi Cosma e Damiano di Covarrubias, 40 km a sud-est di Burgos, assieme a quello della sua prima moglie, Sancha.
La seconda moglie, Urraca, rimasta vedova, sempre secondo le Europäische Stammtafeln, vol.III, pag. 563 (non consultate), nel 972, sposò il duca di Guascogna Guglielmo I, figlio terzogenito del duca di Guascogna Sancho IV e della moglie di cui non si conoscono né il nome né gli ascendenti.

## Discendenza
Fernán González ∞ Sancha Sánchez di Pamplona ebbero sette figli:
_____________________|______________________________
```
 ↓      ↓    ↓     ↓    ↓      ↓     ↓
```

Gonzalo Sancho Munio García Muniadona Urraca Fronilde
- Gonzalo Fernández (circa 935-959), citato nelle due donazioni fatte dai genitori al monastero di San Millán de la Cogolla, il documento nº 35, datato 945[21], ed il documento nº 43, datato 947[22];
- Sancho Fernández (circa 936-956), citato nelle due donazioni fatte dai genitori al monastero di San Millán de la Cogolla, il documento nº 35, datato 945[21], ed il documento nº 43, datato 947[22];
- García Fernández (circa 938-995), conte di Castiglia, come confermano gli Annales Complutense[28];
- Urraca di Castiglia (?-1007), nel 944, sposò l'erede al trono del León Ordoño III di León, rimasta vedova, nel 958, sposò il re del León Ordoño IV di León, rimasta ancora vedova, nel 962, sposò l'erede al trono di Navarra, Sancho II Garcés di Navarra, citata nella Cronaca di Sampiro[31][32];
- Fronilde Fernández (?-1014), sposata con Rodanio Díaz, conte di Asturias de Santillana;
- Nuño Fernández (941-968), monaco a Cardeña;
- Muniadona Fernández (?-circa 1015), contessa per il matrimonio con Gómez Díaz, figlio di Diego Muñoz de Saldaña, conde de Saldaña.

Fernán ebbe, probabilmente (non confermati da fonti primarie) due figli anche dalla seconda moglie, Urraca:
- Toda Fernández
- Pedro Fernández

## Ascendenza
|                             |   |                          | Genitori             |  |  | Nonni |  |  | Bisnonni |  |  | Trisnonni |  |
|                             |   |                          |                      |  |  |       |  |  | …        |  |  | …         |  |
|                             |   |                          |                      |  |  |       |  |  | …        |  |  | …         |  |
|                             |   | …                        |                      |  |  |       |  |  | …        |  |  |           |  |
| Fernando Muñoz              |   |                          |                      |  |  |       |  |  | …        |  |  |           |  |
|                             |   | …                        | …                    |  |  |       |  |  |          |  |  |           |  |
|                             |   | …                        | …                    |  |  |       |  |  |          |  |  |           |  |
|                             |   | …                        | …                    |  |  |       |  |  |          |  |  |           |  |
| Gonzalo Fernández de Burgos |   | …                        |                      |  |  |       |  |  |          |  |  |           |  |
|                             |   | Diego Rodriguez Porcelos | Rodrigo di Castiglia |  |  |       |  |  |          |  |  |           |  |
|                             |   | Diego Rodriguez Porcelos | Rodrigo di Castiglia |  |  |       |  |  |          |  |  |           |  |
|                             |   | Diego Rodriguez Porcelos | …                    |  |  |       |  |  |          |  |  |           |  |
| Gutina Díaz                 |   | Diego Rodriguez Porcelos |                      |  |  |       |  |  |          |  |  |           |  |
|                             |   | …                        | …                    |  |  |       |  |  |          |  |  |           |  |
|                             |   | …                        | …                    |  |  |       |  |  |          |  |  |           |  |
|                             |   | …                        | …                    |  |  |       |  |  |          |  |  |           |  |
| Ferdinando Gonzales         |   | …                        |                      |  |  |       |  |  |          |  |  |           |  |
|                             | … | …                        |                      |  |  |       |  |  |          |  |  |           |  |
|                             | … | …                        |                      |  |  |       |  |  |          |  |  |           |  |
|                             | … | …                        |                      |  |  |       |  |  |          |  |  |           |  |
| …                           | … |                          |                      |  |  |       |  |  |          |  |  |           |  |
|                             |   | …                        | …                    |  |  |       |  |  |          |  |  |           |  |
|                             |   | …                        | …                    |  |  |       |  |  |          |  |  |           |  |
|                             |   | …                        | …                    |  |  |       |  |  |          |  |  |           |  |
| Muniadomna di Lara          |   | …                        |                      |  |  |       |  |  |          |  |  |           |  |
|                             |   | …                        | …                    |  |  |       |  |  |          |  |  |           |  |
|                             |   | …                        | …                    |  |  |       |  |  |          |  |  |           |  |
|                             |   | …                        | …                    |  |  |       |  |  |          |  |  |           |  |
| …                           |   | …                        |                      |  |  |       |  |  |          |  |  |           |  |
|                             |   | …                        | …                    |  |  |       |  |  |          |  |  |           |  |
|                             |   | …                        | …                    |  |  |       |  |  |          |  |  |           |  |
|                             |   | …                        | …                    |  |  |       |  |  |          |  |  |           |  |
|                             |   | …                        |                      |  |  |       |  |  |          |  |  |           |  |

### Fonti primarie
- (LA)  Recueil des chartes de l'abbaye de Silos
- (LA)  Cartulario de San Millán de la Cogolla Archiviato il 27 febbraio 2023 in Internet Archive.
- (LA)  España sagrada. Volumen 23
- (LA)  cartulario de san pedro de arlanza
- (LA)  Textos navarros del Códice de Roda Archiviato il 31 gennaio 2021 in Internet Archive..
- (LA)  Historia de España: parte XVI, Sampiri Astoricensis Episcopi chronicon.
- (LA)  España sagrada. Volumen 14.

### Letteratura storiografica
- Rafael Altamira, Il califfato occidentale, in L’espansione islamica e la nascita dell’Europa feudale, collana «Storia del mondo medievale», II volume, Milano, Garzanti, 1999  [1979],  pp. 477–515, SBN RAV0065639.